# Micronycteris brosseti
Micronycteris brosseti é uma espécie de morcego da família Phyllostomidae. Pode ser encontrada no Peru, Equador, Colômbia, Venezuela, Guiana, Suriname, Guiana Francesa e Brasil.